# Terrier Armoured Digger
Der Terrier Armoured Digger ist ein britischer Pionierpanzer des Herstellers BAE Systems. Der Panzer kann mit zwei Mann Besatzung (durch ABC-Schutz- und Belüftungsanlage geschützt) oder mittels Fernsteuerung (Reichweite bis 1 km) der kämpfenden Truppe den Weg ebnen, Hindernisse überwinden, beseitigen oder räumen. Dazu ist er ausgerüstet mit einem multifunktionalen Teleskoparm (max. 8 m lang), einem Räum- und Stützschild.
Der 32 t schwere Panzer ist dabei watfähig (inklusive Wellen bis 2 m hoch) und luftverladbar (Boeing C-17 und Airbus A400M). Er löst in den britischen Streitkräften den Combat Engineer Tractor FV 180 ab.